# Черновка (потік)
Черновка (пол. Czerwonka (dopływ Kamienicy)) — гірський потік в Польщі, у Лімановському повіті Малопольського воєводства. Правий доплив Камениці, (басейн Балтійського моря).

## Опис
Довжина потоку приблизно 1,7 км, падіння потоку 166,80 м, похил потоку 98,12 м/км, найкоротша відстань між витоком і гирлом — 1,5  км, коефіцієнт звивистості річки — 1,14 . Формується безіменними гірськими потоками. Потік тече неподалік від Горчанського національного парку.

## Розташування
Бере початок на південно-західних схилах Магожици (875 м) на висоті 850 м над рівнем моря (гміна Камениця). Тече переважно на північний захід через Червонку (присілок Любомежа) . Потік протікає між горами Ланцкороною (741,6 м) та Чубак (795,2 м) і на висоті 683,2 м над рівнем моря у Жекі (присілок Любомежа) впадає у річку Каменицю, ліву притоку Дунайця.

## Цікавий факт
- Понад річкою пролягає туристичний шлях, який на мапі туристичній значиться синім кольором (Пшислопек (1123 м) — Метрологічна станція Попежувка — Трусювка — Жекі — Нова Поляна — Горч Каменецький (1160 м) — Вежа оглядова на Горчу).[2]